# Andrej Voznesenski

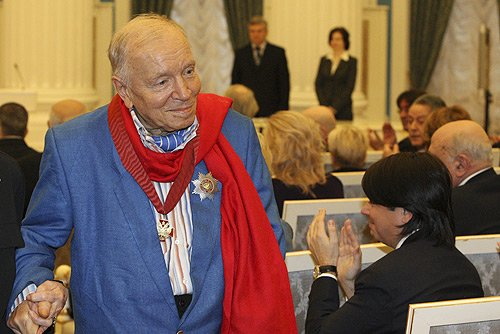
Andrej Voznesenski in 2008

Andrej Andrejevitsj Voznesenski (Russisch: Андрей Андреевич Вознесенский) (Moskou, 12 mei 1933 - aldaar, 1 juni 2010) was een in Moskou levende Russische schrijver en dichter. De Amerikaanse dichter Robert Lowell noemde hem „een der grootste dichters van alle talen“.

## Leven en werk
Voznesenski studeerde aanvankelijk architectuur, maar de dichtkunst trok toch harder. Gestimuleerd door Boris Pasternak, aan wie hij zijn eerste gedichten stuurde, wijdde hij zich vanaf eind jaren vijftig aan het dichterschap.
Gewaagde vormen in de bundels “Mozaïek” en “Parabool” (beide uit 1960) maakte hem bekend in binnen- en buitenland. In zijn “De driehoekige peer” (1962) schrijft hij over zijn indrukwekkende Amerikareis. Zijn “Anti-garde” (1964) werd jarenlang geënsceneerd  door het Avant-gardistische Taganka-theater uit Moskou. “Oza” uit 1964 getuigd vooral van linguïstische originaliteit; de mens wordt hier geconfronteerd met de mogelijkheid van een atoomcatastrofe.
Voznesenski is de dichter van de grootstad en de wetenschap, populair bij intellectuelen en wetenschapsmensen, maar ziet de toekomst bedreigd door geestelijk verval. Creativiteit is een centraal begrip in zijn werk. Hij verdeelt de wereld in ‘artiesten’ (zij die scheppen) en ‘barbaren’ (zie die vernietigen). Hij poneert de noodzaak van absolute vrijheid. 
Voznesenski doet vaak denken aan Vladimir Majakovski, vooral ook in zijn wil om te chockeren. Hij trok in de jaren zestig, tijdens de 'dooi', volle zalen bij het voordragen van zijn gezichten. Samen met Jevgeni Jevtoesjenko  werd Voznesenski in de late Sovjettijd het symbool van de Avant-garde en het verzet tegen het starre verleden. Ook zijn zij beiden exponent van de ‘nomadische periode’ in de Sovjet-literatuur: reizen naar het buitenland nemen een belangrijke plaats in. 
Voznesenski schreef ook een aantal romans en maakte later zelfs naam als songwriter, onder meer voor Alla Poegatsjova met onder andere het nummer Million Alykh Roz.
In 1978 kreeg Voznesenski de Staatsprijs van de Sovjet-Unie. Hij is erelid van meerdere academies, waaronder de Parijse Académie Goncourt.